# It Was Written
Albums de Nas
Illmatic
(1994) The Firm: The Album
(1997)
Singles
1. If I Ruled the World (Imagine That)
Sortie : 28 mai 1996
2. Street Dreams
Sortie : 22 octobre 1996
3. The Message
Sortie : 3 février 1997

It Was Written est le second album studio de Nas, sorti le 2 juillet 1996.

## Contexte
Contrairement à son opus précédent, Illmatic, qui ne s'était pas très bien vendu, Nas signe avec It Was Written un véritable succès commercial. Avant la sortie de cet album, Nas s'est associé avec des rappeurs comme Kool G Rap (Fast Life), et il apparaît également dans l'album de Raekwon et de Mobb Deep. Nas fait à son tour participer quelques invités à ce deuxième album, dont Dr. Dre (qui produit Nas Is Coming) et Mobb Deep.
Cet album apparaît au même moment que d'autres albums de rap de 1996, et se présente comme un concurrent à All Eyez on Me de 2Pac. Il contient enfin Affirmative Action, interprété en collaboration avec AZ, Foxy Brown et Cormega, morceau qui donnera naissance au groupe The Firm.

## Succès commercial
L'album est un véritable succès commercial, se vendant dès sa sortie à 268 000 copies. Il entre à la première place du Billboard 200 et du Top R&B/Hip-Hop Albums. Le 9 septembre 1997, l'album est certifié double disque de platine, après s'être écoulé à deux millions de copies aux États-Unis.
Le premier single extrait de cet album, If I Ruled the World (Imagine That), atteint la sixième place au Billboard Hot 100, la quinzième au Hot Rap Singles, et la dix-septième au Hot R&B/Hip-Hop Songs et est nommé pour les Grammy Awards dans la catégorie « meilleure performance solo rap ».
Le deuxième single, Street Dreams, est entré à la première place du Hot Rap Singles, vingt-deuxième au Billboard Hot 100 et dix-huitième au Hot R&B/Hip-Hop Songs. Le 8 janvier 1997, ce single a été certifié disque d'or après la vente de 500 000 copies.

## Liste des titres
| No  | Titre | Auteur                                                            | Contient un (des) sample(s) de                                                                                    | Durée |
| --- | --- | ----------------------------------------------------------------- | --- | ----- |
| 1.  | Album Intro (Produit par Nas et Trackmasters)                                                                  | N. Jones                                                          | A Change Is Gonna Come de Sam Cooke The Sly, the Slick, and the Wicked de The Lost Generation                     | 2:24  |
| 2.  | The Message (Produit par Trackmasters)                                                                         | N. Jones, S. Barnes                                               | Shape of My Heart de Sting Woman de Neneh Cherry NY State of Mind de Nas Impeach the President des Honey Drippers | 3:54  |
| 3.  | Street Dreams (Produit par Trackmasters)                                                                       | N. Jones, S. Barnes, A. Lennox, D. Stewart                        | Sweet Dreams (Are Made of This) d'Eurythmics Never Gonna Stop de Linda Clifford                                   | 4:39  |
| 4.  | I Gave You Power (Produit par DJ Premier)                                                                      | N. Jones, C. Martin                                               | | 3:52  |
| 5.  | Watch Dem Niggas (featuring Foxy Brown – Produit par Trackmasters)                                             | N. Jones, S. Barnes                                               | Sponge de Bob James et Earl Klugh                                                                                 | 4:04  |
| 6.  | Take It in Blood (Produit par Live Squad, Lo Ground et Top General Sounds)                                     | N. Jones, R. Walker, C. Horne, J. Pruit, J. Epps, W. Childs       | Ease Back d'Ultramagnetic MCs Mixed Up Moods & Attitudes des Fantastic Four                                       | 4:48  |
| 7.  | Nas Is Coming (featuring Dr. Dre – Produit par Dr. Dre)                                                        | N. Jones, A. Young                                                | Synopsis Two: Mother's Day de 24 Carat Black                                                                      | 5:41  |
| 8.  | Affirmative action (chanson) (featuring Foxy Brown, AZ et Cormega – Produit par Dave Atkinson et Trackmasters) | N. Jones, I. Marchand, C. McKay, A. Cruz, S. Barnes, J.C. Olivier | Hard to Handle d'Etta James                                                                                       | 4:19  |
| 9.  | The Set Up (featuring Havoc – Produit par Havoc)                                                               | N. Jones, K. Muchita                                              | | 4:01  |
| 10. | Black Girl Lost (featuring Joel « JoJo » Hailey – Produit par L.E.S. et Trackmasters)                          | N. Jones, L. Lewis, J. Mtume, Lucas                               | Starlight de Stephanie Mills                                                                                      | 4:22  |
| 11. | Suspect (Produit par L.E.S.)                                                                                   | N. Jones, L. Lewis                                                | El Gato Triste de Chuck Mangione                                                                                  | 4:12  |
| 12. | Shootouts (Produit par Trackmasters)                                                                           | N. Jones, S. Barnes, J.C. Olivier                                 | I Wish You Were Here d'Al Green Theme from 'The Avengers' de Laurie Johnson                                       | 3:46  |
| 13. | Live Nigga Rap (featuring Mobb Deep – Produit par Havoc)                                                       | N. Jones, K. Muchita                                              | | 3:45  |
| 14. | If I Ruled the World (Imagine That) (featuring Lauryn Hill – Produit par Trackmasters et Rashad Smith)         | N. Jones, S. Barnes, J.C. Olivier, K. Walker                      | Friends de Whodini If I Ruled the World de Kurtis Blow Walk Right Up to the Sun des Delfonics                     | 4:42  |

| 15. | Silent Murder (Produit par Live Squad, Lo Ground, Top General Sounds) | N. Jones, M. H. Browne, B. T. Romeo | You're Getting a Little Too Smart des Detroit Emeralds Get a Life de Soul II Soul | 3:24 |

| 16. | Affirmative Action Seine-Saint-Denis Style Remix (featuring AZ et Suprême NTM – Produit par Dave Atkinson et Poke and Tone – Remixé par Kool Shen) | N. Jones, A. Cruz, B. Lopes, D. Morville | 4:04 |

## Classement
| Charts (1996)                       | Meilleure position |
| ----------------------------------- | ------------------ |
| US Billboard 200                    | 1                  |
| US Billboard Top R&B/Hip-Hop Albums | 1                  |
| UK Albums Chart                     | 38                 |

| Année | Single                              | Meilleure position | Meilleure position    | Meilleure position | Meilleure position |
| Année | Single                              | Billboard Hot 100  | Hot R&B/Hip-Hop Songs | Hot Rap Tracks     | UK Singles Chart   |
| ----- | ----------------------------------- | ------------------ | --------------------- | ------------------ | ------------------ |
| 1996  | If I Ruled the World (Imagine That) | 6                  | 17                    | 15                 | 12                 |
| 1996  | Street Dreams                       | 22                 | 18                    | 1                  | 12                 |